# Älekulla distrikt
Älekulla distrikt är ett distrikt i Marks kommun och Västra Götalands län. 
Distriktet ligger söder om Kinna. 

## Tidigare administrativ tillhörighet
Distriktet inrättades 2016 och utgörs av socknen Älekulla i Marks kommun.
Området motsvarar den omfattning Älekulla församling hade vid årsskiftet 1999/2000.